# Lörzweiler
Lörzweiler est une municipalité de la Verbandsgemeinde Bodenheim, dans l'arrondissement de Mayence-Bingen, en Rhénanie-Palatinat, dans l'ouest de l'Allemagne.

## Illustrations

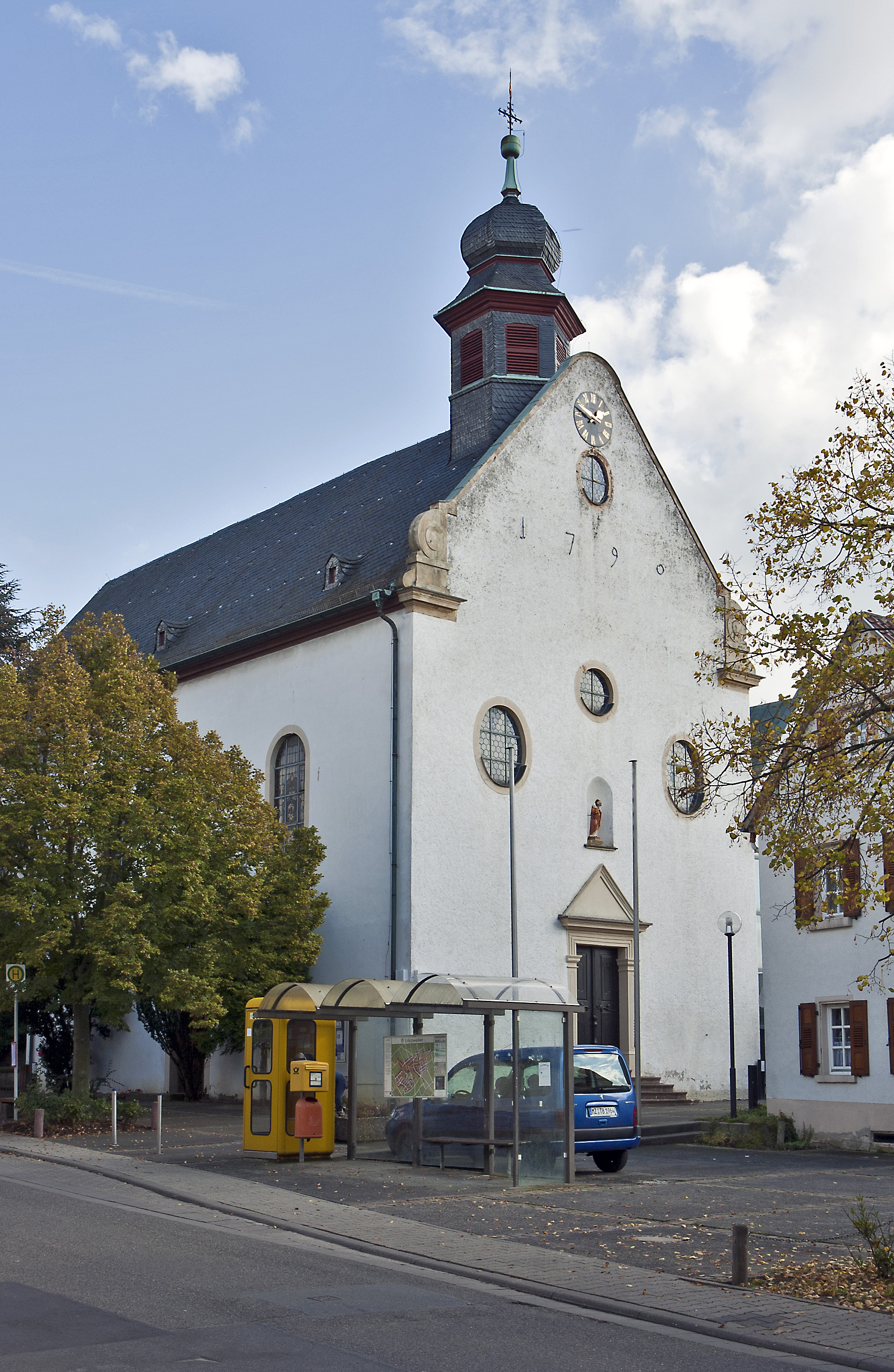
Paroisse catholique St. Michael

## Jumelage
- Époisses (France)